# Primera División de las Islas Feroe
La Primera División de las Islas Feroe —conocida como Betrideildin por motivos de patrocinio— es la máxima categoría masculina de fútbol del sistema de ligas de Islas Feroe, organizada por la Federación de Fútbol de Islas Feroe. El torneo se celebra desde marzo hasta noviembre, por las condiciones climatológicas del territorio. La liga la disputan 10 clubes. Al final de cada temporada, dos equipos descienden y dos ascienden desde "1. deild" la segunda división.
Comenzó a disputarse en 1942 como un campeonato independiente del sistema de ligas de Dinamarca, país del que forma parte como nación constitutiva pero bajo una amplia autonomía. Tras el reconocimiento de las Islas Feroe en el seno de la UEFA, los clubes del archipiélago pueden disputar competiciones europeas. 
Actualmente, el campeón de las Islas Feroe se clasifica para la ronda preliminar de la UEFA Champions League, mientras que el segundo lugar del torneo ingresa a la UEFA Europa Conference League en la primera ronda de clasificación. Los ganadores de la Copa de las Islas Feroe recibirán una plaza adicional en la primera ronda de clasificación de la Europa Conference League. Si los ganadores de esa competición ya se han clasificado para una competición europea, la plaza se concede al tercer clasificado de la liga. Desde la introducción de la Europa Conference League, los equipos de las Islas Feroe solo pueden clasificarse directamente para la UEFA Europa League si ganan la Europa Conference League.
En febrero de 2024, la liga de las Islas Feroe ocupó el puesto 37 entre las 55 ligas de toda Europa según el coeficiente de la UEFA, por encima de ligas como Finlandia, Albania, Georgia, Irlanda del Norte, entre otras.

## Historia
La liga de las Islas Feroe comenzó a disputarse en 1942, cuando el territorio aún era una división administrativa de Dinamarca, bajo la organización de la Federación del Deporte de Islas Feroe. En la temporada inaugural se organizó una eliminación directa a la que llegaron tres finalistas: KÍ Klaksvík (primer campeón), TB Tvøroyr y SÍF Sandavágur. El campeonato tuvo que suspenderse en 1944 por la ocupación británica del archipiélago durante la Segunda Guerra Mundial, pero se reanudó al año siguiente.
Durante décadas la liga feroesa se mantuvo como una división única abierta a la participación de cualquier club. A partir de 1976 se estableció un sistema de ascensos y descensos, con una máxima categoría (1. deild) y la recién creada segunda división (2. deild). Y desde 1979 la organización quedó en manos de la nueva Federación de Fútbol de Islas Feroe (FSF). Si bien la práctica de este deporte siempre ha dependido de las condiciones climatológicas, la FSF impulsó un plan para instalar césped artificial en los principales estadios del país autónomo. En la temporada 1988 hubo una ampliación al límite actual de diez participantes.
La FSF fue reconocida por la FIFA en 1988 y por la UEFA en 1990, de modo que los clubes feroeses tienen derecho a disputar competiciones europeas desde 1992. El primer equipo que jugó la Liga de Campeones fue el KÍ Klaksvík, mientras que el B36 Tórshavn jugó la Recopa de Europa.

## Participantes

### Temporada 2025
| Equipos     | Ciudad     | Estadio        | Capacidad |
| ----------- | ---------- | -------------- | --------- |
| 07 Vestur   | Sandavágur | Á Dungasandi   | 2 000     |
| B36         | Tórshavn   | Gundadalur     | 5 000     |
| B68         | Toftir     | Svangaskarð    | 1 450     |
| EB/Streymur | Streymnes  | Við Margáir    | 2 000     |
| HB          | Tórshavn   | Gundadalur     | 5 000     |
| KÍ          | Klaksvík   | Við Djúpumýrar | 4 000     |
| NSÍ         | Runavík    | Við Løkin      | 2 000     |
| Suðuroy     | Vágur      | Á Eiðinum      | 3 000     |
| TB Tvøroyri | Leirvík    | Sarpugerði     | 4 000     |
| Vikingur    | Norðragøta | Sarpugerði     | 3 000     |

## Sistema de competición
La Primera División de Islas Feroe es la máxima categoría del sistema de ligas del archipiélago, organizada por la Federación de Fútbol de Islas Feroe (FSF). La competición se disputa anualmente, desde mayo hasta noviembre, y consta de diez participantes con estatus semiprofesional.
Siguiendo un sistema de liga, los clubes se enfrentarán todos contra todos en tres ocasiones —dos en campo propio y una en campo contrario o viceversa— hasta disputar un total de 27 jornadas. El orden de los encuentros se decide por sorteo antes de empezar la competición.
La clasificación final se establece con arreglo a los puntos totales obtenidos por cada equipo al finalizar el campeonato. Los equipos obtienen tres puntos por cada partido ganado, un punto por cada empate y ningún punto por los partidos perdidos. Si al finalizar el campeonato dos equipos igualan a puntos, existen mecanismos de desempate:
1. El que tenga una mayor diferencia entre goles a favor y en contra, según el resultado de los partidos jugados entre ellos.
2. El que tenga la mayor diferencia de goles a favor, teniendo en cuenta todos los obtenidos y recibidos en el transcurso de la competición.
3. El club que haya marcado más goles.

El campeón de liga tiene derecho a disputar la ronda preliminar de la Liga de Campeones de la UEFA, mientras que el segundo y el vencedor de la Copa de Islas Feroe obtienen una plaza para la ronda preliminar de la Liga Europa Conferencia de la UEFA.

## Historial
| Temporada | Campeón                                                           | Subcampeón                                                        | Tercero                                                           | Máximo goleador                                                   | Club                                                              | Goles                                                             |
| --------- | ----------------------------------------------------------------- | ----------------------------------------------------------------- | ----------------------------------------------------------------- | ----------------------------------------------------------------- | ----------------------------------------------------------------- | ----------------------------------------------------------------- |
| 1942      | KÍ Klaksvík (1)                                                   | TB Tvøroyri                                                       | ---                                                               | Bandera de ?                                                      |                                                                   |                                                                   |
| 1943      | TB Tvøroyri (1)                                                   | MB Miðvágur                                                       | ---                                                               | Bandera de ?                                                      |                                                                   |                                                                   |
| 1944      | Torneo no disputado por la Ocupación británica de las islas Feroe | Torneo no disputado por la Ocupación británica de las islas Feroe | Torneo no disputado por la Ocupación británica de las islas Feroe | Torneo no disputado por la Ocupación británica de las islas Feroe | Torneo no disputado por la Ocupación británica de las islas Feroe | Torneo no disputado por la Ocupación británica de las islas Feroe |
| 1945      | KÍ Klaksvík (2)                                                   | SÍ Sørvágur                                                       | ---                                                               | Bandera de ?                                                      |                                                                   |                                                                   |
| 1946      | B36 Tórshavn (1)                                                  | VB Vágur                                                          | ---                                                               | Bandera de ?                                                      |                                                                   |                                                                   |
| 1947      | SÍ Sørvágur (1)                                                   | KÍ Klaksvík                                                       | HB Tórshavn                                                       | Bandera de ?                                                      |                                                                   |                                                                   |
| 1948      | B36 Tórshavn (2)                                                  | HB Tórshavn                                                       | KÍ Klaksvík                                                       | Bandera de ?                                                      |                                                                   |                                                                   |
| 1949      | TB Tvøroyri (2)                                                   | HB Tórshavn                                                       | B36 Tórshavn                                                      | Bandera de ?                                                      |                                                                   |                                                                   |
| 1950      | B36 Tórshavn (3)                                                  | TB Tvøroyri                                                       | HB Tórshavn                                                       | Bandera de ?                                                      |                                                                   |                                                                   |
| 1951      | TB Tvøroyri (3)                                                   | KÍ Klaksvík                                                       | B36 Tórshavn                                                      | Bandera de ?                                                      |                                                                   |                                                                   |
| 1952      | KÍ Klaksvík (3)                                                   | TB Tvøroyri                                                       | HB Tórshavn                                                       | Bandera de ?                                                      |                                                                   |                                                                   |
| 1953      | KÍ Klaksvík (4)                                                   | HB Tórshavn                                                       | TB Tvøroyri                                                       | Bandera de ?                                                      |                                                                   |                                                                   |
| 1954      | KÍ Klaksvík (5)                                                   | HB Tórshavn                                                       | B36 Tórshavn                                                      | Bandera de ?                                                      |                                                                   |                                                                   |
| 1955      | HB Tórshavn (1)                                                   | TB Tvøroyri                                                       | KÍ Klaksvík                                                       | Bandera de ?                                                      |                                                                   |                                                                   |
| 1956      | KÍ Klaksvík (6)                                                   | TB Tvøroyri                                                       | HB Tórshavn                                                       | Bandera de ?                                                      |                                                                   |                                                                   |
| 1957      | KÍ Klaksvík (7)                                                   | VB Vágur                                                          | TB Tvøroyri                                                       | Bandera de ?                                                      |                                                                   |                                                                   |
| 1958      | KÍ Klaksvík (8)                                                   | HB Tórshavn                                                       | B36 Tórshavn                                                      | Bandera de ?                                                      |                                                                   |                                                                   |
| 1959      | B36 Tórshavn (4)                                                  | HB Tórshavn                                                       | KÍ Klaksvík                                                       | Bandera de ?                                                      |                                                                   |                                                                   |
| 1960      | HB Tórshavn (2)                                                   | B36 Tórshavn                                                      | KÍ Klaksvík                                                       | Bandera de ?                                                      |                                                                   |                                                                   |
| 1961      | KÍ Klaksvík (9)                                                   | B36 Tórshavn                                                      | TB Tvøroyri                                                       | Bandera de ?                                                      |                                                                   |                                                                   |
| 1962      | B36 Tórshavn (5)                                                  | KÍ Klaksvík                                                       | HB Tórshavn                                                       | Bandera de ?                                                      |                                                                   |                                                                   |
| 1963      | HB Tórshavn (3)                                                   | KÍ Klaksvík                                                       | B36 Tórshavn                                                      | Bandera de ?                                                      |                                                                   |                                                                   |
| 1964      | HB Tórshavn (4)                                                   | B36 Tórshavn                                                      | TB Tvøroyri                                                       | Bandera de ?                                                      |                                                                   |                                                                   |
| 1965      | HB Tórshavn (5)                                                   | B36 Tórshavn                                                      | KÍ Klaksvík                                                       | Bandera de ?                                                      |                                                                   |                                                                   |
| 1966      | KÍ Klaksvík (10)                                                  | HB Tórshavn                                                       | B36 Tórshavn                                                      | Bandera de ?                                                      |                                                                   |                                                                   |
| 1967      | KÍ Klaksvík (11)                                                  | HB Tórshavn                                                       | B36 Tórshavn                                                      | Bandera de ?                                                      |                                                                   |                                                                   |
| 1968      | KÍ Klaksvík (12)                                                  | B36 Tórshavn                                                      | HB Tórshavn                                                       | Bandera de ?                                                      |                                                                   |                                                                   |
| 1969      | KÍ Klaksvík (13)                                                  | HB Tórshavn                                                       | TB Tvøroyri                                                       | Bandera de ?                                                      |                                                                   |                                                                   |
| 1970      | KÍ Klaksvík (14)                                                  | HB Tórshavn                                                       | TB Tvøroyri                                                       | Bandera de ?                                                      |                                                                   |                                                                   |
| 1971      | HB Tórshavn (6)                                                   | KÍ Klaksvík                                                       | VB Vágur                                                          | Heri Nolsøe                                                       | HB Tórshavn                                                       | 20                                                                |
| 1972      | KÍ Klaksvík (15)                                                  | HB Tórshavn                                                       | B36 Tórshavn                                                      | Heri Nolsøe                                                       | HB Tórshavn                                                       | 16                                                                |
| 1973      | HB Tórshavn (7)                                                   | KÍ Klaksvík                                                       | TB Tvøroyri                                                       | John Eysturoy                                                     | HB Tórshavn                                                       | 13                                                                |
| 1974      | HB Tórshavn (8)                                                   | KÍ Klaksvík                                                       | VB Vágur                                                          | Johan Johannesen                                                  | HB Tórshavn                                                       | 10                                                                |
| 1975      | HB Tórshavn (9)                                                   | KÍ Klaksvík                                                       | TB Tvøroyri                                                       | Johan Johannesen                                                  | HB Tórshavn                                                       | 8                                                                 |
| 1976      | TB Tvøroyri (4)                                                   | HB Tórshavn                                                       | KÍ Klaksvík                                                       | Heri Nolsøe                                                       | HB Tórshavn                                                       | 14                                                                |
| 1977      | TB Tvøroyri (5)                                                   | HB Tórshavn                                                       | VB Vágur                                                          | Dave R. Jones                                                     | ÍF Fuglafjørður                                                   | 12                                                                |
| 1978      | HB Tórshavn (10)                                                  | TB Tvøroyri                                                       | VB Vágur                                                          | Ásmund Nolsøe                                                     | TB Tvøroyri                                                       | 9                                                                 |
| 1979      | ÍF Fuglafjørður (1)                                               | TB Tvøroyri                                                       | HB Tórshavn                                                       | Meinhardt Dalbú                                                   | ÍF Fuglafjørður                                                   | 17                                                                |
| 1980      | TB Tvøroyri (6)                                                   | HB Tórshavn                                                       | KÍ Klaksvík                                                       | Sveinbjørn Danielsson                                             | TB Tvøroyri                                                       | 15                                                                |
| 1981      | HB Tórshavn (11)                                                  | TB Tvøroyri                                                       | GÍ Gøta                                                           | Suni Jacobsen                                                     | HB Tórshavn                                                       | 12                                                                |
| 1982      | HB Tórshavn 12)                                                   | TB Tvøroyri                                                       | KÍ Klaksvík                                                       | Henrik Thomsen                                                    | TB Tvøroyri                                                       | 7                                                                 |
| 1983      | GÍ Gøta (1)                                                       | HB Tórshavn                                                       | KÍ Klaksvík                                                       | Petur Hans Hansen                                                 | B68 Toftir                                                        | 10                                                                |
| 1984      | B68 Toftir (1)                                                    | TB Tvøroyri                                                       | HB Tórshavn                                                       | Aksel Højgaard Erling Jacobsen                                    | B68 Toftir HB Tórshavn                                            | 10                                                                |
| 1985      | B68 Toftir (2)                                                    | HB Tórshavn                                                       | KÍ Klaksvík                                                       | Símun Petur Justinussen                                           | GÍ Gøta                                                           | 10                                                                |
| 1986      | GÍ Gøta (2)                                                       | HB Tórshavn                                                       | B68 Toftir                                                        | Jesper Wiemer                                                     | B68 Toftir                                                        | 13                                                                |
| 1987      | TB Tvøroyri (7)                                                   | HB Tórshavn                                                       | GÍ Gøta                                                           | Egill Steinþórsson Símun Petur Justinussen                        | TB Tvøroyri GÍ Gøta                                               | 10                                                                |
| 1988      | HB Tórshavn (13)                                                  | B68 Toftir                                                        | B36 Tórshavn                                                      | Jógvan Petersen                                                   | B68 Toftir                                                        | 9                                                                 |
| 1989      | B71 Sandur (1)                                                    | HB Tórshavn                                                       | B68 Toftir                                                        | Egill Steinþórsson                                                | VB Vágur                                                          | 16                                                                |
| 1990      | HB Tórshavn (14)                                                  | B36 Tórshavn                                                      | MB Miðvágur                                                       | Jón Pauli Olsen                                                   | VB Vágur                                                          | 10                                                                |
| 1991      | KÍ Klaksvík (16)                                                  | B36 Tórshavn                                                      | GÍ Gøta                                                           | Símun Petur Justinussen                                           | GÍ Gøta                                                           | 15                                                                |
| 1992      | B68 Toftir (3)                                                    | GÍ Gøta                                                           | KÍ Klaksvík                                                       | Símun Petur Justinussen                                           | GÍ Gøta                                                           | 14                                                                |
| 1993      | GÍ Gøta (3)                                                       | HB Tórshavn                                                       | KÍ Klaksvík                                                       | Uni Arge                                                          | HB Tórshavn                                                       | 11                                                                |
| 1994      | GÍ Gøta (4)                                                       | HB Tórshavn                                                       | B71 Sandur                                                        | John Petersen                                                     | GÍ Gøta                                                           | 21                                                                |
| 1995      | GÍ Gøta (5)                                                       | HB Tórshavn                                                       | B68 Toftir                                                        | Súni Fríði Johannesen                                             | B68 Toftir                                                        | 24                                                                |
| 1996      | GÍ Gøta (6)                                                       | KÍ Klaksvík                                                       | HB Tórshavn                                                       | Kurt Mørkøre                                                      | KÍ Klaksvík                                                       | 20                                                                |
| 1997      | B36 Tórshavn (6)                                                  | HB Tórshavn                                                       | GÍ Gøta                                                           | Uni Arge                                                          | HB Tórshavn                                                       | 24                                                                |
| 1998      | HB Tórshavn (15)                                                  | KÍ Klaksvík                                                       | B36 Tórshavn                                                      | Jákup á Borg                                                      | B36 Torshavn                                                      | 20                                                                |
| 1999      | KÍ Klaksvík (17)                                                  | GÍ Gøta                                                           | B36 Tórshavn                                                      | Jákup á Borg                                                      | B36 Tórshavn                                                      | 17                                                                |
| 2000      | VB Vágur (1)                                                      | HB Tórshavn                                                       | B68 Toftir                                                        | Súni Fríði Johannesen                                             | B68 Toftir                                                        | 16                                                                |
| 2001      | B36 Tórshavn (7)                                                  | GÍ Gøta                                                           | B68 Toftir                                                        | Helgi Petersen                                                    | GÍ Gøta                                                           | 19                                                                |
| 2002      | HB Tórshavn (16)                                                  | NSÍ Runavík                                                       | KÍ Klaksvík                                                       | Andrew av Fløtum                                                  | HB Tórshavn                                                       | 18                                                                |
| 2003      | HB Tórshavn (17)                                                  | B36 Tórshavn                                                      | B68 Toftir                                                        | Hjalgrím Elttør                                                   | KÍ Klaksvík                                                       | 13                                                                |
| 2004      | HB Tórshavn (18)                                                  | B36 Tórshavn                                                      | Skála ÍF                                                          | Sonni Petersen                                                    | EB/Streymur                                                       | 13                                                                |
| 2005      | B36 Tórshavn (8)                                                  | Skála ÍF                                                          | HB Tórshavn                                                       | Christian Høgni Jacobsen                                          | NSÍ Runavík                                                       | 18                                                                |
| 2006      | HB Tórshavn (19)                                                  | EB/Streymur                                                       | B36 Tórshavn                                                      | Christian Høgni Jacobsen                                          | NSÍ Runavík                                                       | 18                                                                |
| 2007      | NSI Runavik (1)                                                   | EB/Streymur                                                       | B36 Tórshavn                                                      | Amed Davy Sylla                                                   | B36 Tórshavn                                                      | 18                                                                |
| 2008      | EB/Streymur (1)                                                   | HB Tórshavn                                                       | B36 Tórshavn                                                      | Arnbjørn Hansen                                                   | EB/Streymur                                                       | 20                                                                |
| 2009      | HB Tórshavn (20)                                                  | EB/Streymur                                                       | Víkingur Gøta                                                     | Finnur Justinussen                                                | Víkingur Gøta                                                     | 19                                                                |
| 2010      | HB Tórshavn (21)                                                  | EB/Streymur                                                       | NSÍ Runavík                                                       | Arnbjørn Hansen Christian Høgni Jacobsen                          | EB/Streymur NSÍ Runavík                                           | 22                                                                |
| 2011      | B36 Tórshavn (9)                                                  | EB/Streymur                                                       | Víkingur Gøta                                                     | Finnur Justinussen                                                | Víkingur Gøta                                                     | 21                                                                |
| 2012      | EB/Streymur (2)                                                   | ÍF Fuglafjørður                                                   | HB Tórshavn                                                       | Clayton Soares Páll Klettskarð                                    | ÍF Fuglafjørður KÍ Klaksvík                                       | 22                                                                |
| 2013      | HB Tórshavn (22)                                                  | ÍF Fuglafjørður                                                   | B36 Tórshavn                                                      | Klæmint Olsen                                                     | NSÍ Runavík                                                       | 21                                                                |
| 2014      | B36 Tórshavn (10)                                                 | HB Tórshavn                                                       | Víkingur Gøta                                                     | Klæmint Olsen                                                     | NSÍ Runavík                                                       | 22                                                                |
| 2015      | B36 Torshavn (11)                                                 | NSÍ Runavík                                                       | Víkingur Gøta                                                     | Klæmint Olsen                                                     | NSÍ Runavík                                                       | 21                                                                |
| 2016      | Víkingur Gøta (1)                                                 | KÍ Klaksvík                                                       | NSÍ Runavík                                                       | Klæmint Olsen                                                     | NSÍ Runavík                                                       | 23                                                                |
| 2017      | Víkingur Gøta (2)                                                 | KÍ Klaksvík                                                       | B36 Tórshavn                                                      | Adeshina Lawal                                                    | Víkingur Gøta                                                     | 17                                                                |
| 2018      | HB Tórshavn (23)                                                  | NSÍ Runavík                                                       | B36 Tórshavn                                                      | Adrian Justinussen                                                | HB Tórshavn                                                       | 20                                                                |
| 2019      | KÍ Klaksvík (18)                                                  | B36 Tórshavn                                                      | NSÍ Runavík                                                       | Klæmint Olsen                                                     | NSÍ Runavík                                                       | 26                                                                |
| 2020      | HB Tórshavn (24)                                                  | NSÍ Runavík                                                       | KÍ Klaksvík                                                       | Klæmint Olsen Uros Stojanov                                       | NSÍ Runavík ÍF Fuglafjørður                                       | 17                                                                |
| 2021      | KÍ Klaksvík (19)                                                  | HB Tórshavn                                                       | Víkingur Gøta                                                     | Mikkel Dahl                                                       | HB Tórshavn                                                       | 27                                                                |
| 2022      | KÍ Klaksvík (20)                                                  | Víkingur Gøta                                                     | HB Tórshavn                                                       | Sølvi Vatnhamar                                                   | Víkingur Gøta                                                     | 19                                                                |
| 2023      | KÍ Klaksvík (21)                                                  | Víkingur Gøta                                                     | HB Tórshavn                                                       | Sølvi Vatnhamar                                                   | Víkingur Gøta                                                     | 21                                                                |
| 2024      | Víkingur Gøta (3)                                                 | KÍ Klaksvík                                                       | HB Tórshavn                                                       | Páll Klettskarð                                                   | KÍ Klaksvík                                                       | 21                                                                |

## Palmarés
| Club              | Títulos | Subtítulos | Años de los campeonatos |
| ----------------- | ------- | ---------- | --- |
| HB Tórshavn       | 24      | 27         | 1955, 1960,1963, 1964, 1965, 1971, 1973, 1974, 1975, 1978, 1981, 1982, 1988, 1990, 1998, 2002, 2003, 2004, 2006, 2009, 2010, 2013, 2018, 2020 |
| KÍ Klaksvík       | 21      | 13         | 1942, 1945, 1952, 1953, 1954, 1956, 1957, 1958, 1961, 1966, 1967, 1968, 1969, 1970, 1972, 1991, 1999, 2019, 2021, 2022, 2023                  |
| B36 Tórshavn      | 11      | 10         | 1946, 1948, 1950, 1959, 1962, 1997, 2001, 2005, 2011, 2014, 2015                                                                              |
| TB Tvøroyri       | 7       | 10         | 1943, 1949, 1951, 1976, 1977, 1980, 1987 |
| GÍ Gøta †         | 6       | 3          | 1983, 1986, 1993, 1994, 1995, 1996 |
| Víkingur Gøta     | 3       | 2          | 2016, 2017, 2024 |
| B68 Toftir        | 3       | 1          | 1984, 1985, 1992 |
| EB/Streymur       | 2       | 5          | 2008, 2012 |
| NSÍ Runavík       | 1       | 4          | 2007 |
| ÍF Fuglafjørður   | 1       | 2          | 1979 |
| VB Vágur †        | 1       | 2          | 2000 |
| SÍ Sørvágur †     | 1       | 1          | 1947 |
| B71 Sandoy        | 1       | -          | 1989 |
| Miðvágs Bóltfelag | -       | 1          | - |
| Skála ÍF          | -       | 1          | - |

- † Equipo desaparecido.

## Clasificación histórica
tabla actualizada finalizada la temporada 2019
- Tabla de la liga de la Primera División de Islas Feroe, desde su creación en 1942 hasta la temporada 2019.
- Se aplica tres puntos por victoria, un punto por un empate y ningún punto por derrota.

| N.º | Club                    | Temp. | P.D. | P.G. | P.E. | P.P. | G.F. | G.C. | Dif.  | Puntos | Observ. |
| --- | ----------------------- | ----- | ---- | ---- | ---- | ---- | ---- | ---- | ----- | ------ | ------- |
| 1.  | HB Tórshavn             | 77    | 1014 | 594  | 186  | 234  | 2330 | 1182 | +1148 | 1896   |         |
| 2.  | B36 Tórshavn            | 77    | 1014 | 451  | 327  | 236  | 2262 | 1294 | +968  | 1658   |         |
| 3.  | KÍ Klaksvík             | 72    | 959  | 432  | 196  | 331  | 1732 | 1431 | +301  | 1498   |         |
| 4.  | NSÍ Runavík             | 30    | 694  | 257  | 128  | 228  | 1034 | 930  | +104  | 899    |         |
| 5.  | TB Tvøroyri             | 58    | 772  | 256  | 119  | 316  | 1144 | 1329 | -185  | 887    |         |
| 6.  | GÍ Gøta                 | 28    | 580  | 246  | 100  | 153  | 982  | 717  | +265  | 838    |         |
| 7.  | B68 Toftir              | 30    | 566  | 205  | 140  | 221  | 844  | 883  | -39   | 755    |         |
| 8.  | VB Vágur                | 45    | 550  | 176  | 105  | 269  | 785  | 1168 | -383  | 633    |         |
| 9.  | EB/Streymur †           | 16    | 468  | 167  | 81   | 139  | 667  | 616  | +51   | 582    |         |
| 10. | ÍF Fuglafjørður         | 31    | 615  | 143  | 114  | 304  | 737  | 1113 | -376  | 541    |         |
| 11. | Víkingur Gøta †         | 8     | 299  | 110  | 48   | 58   | 394  | 274  | +120  | 378    |         |
| 12. | B71 Sandur              | 15    | 306  | 88   | 65   | 153  | 388  | 595  | -207  | 329    |         |
| 13. | Skála ÍF                | 10    | 334  | 78   | 54   | 111  | 308  | 364  | -56   | 226    |         |
| 14. | LÍF Leirvík             | 9     | 138  | 31   | 36   | 71   | 174  | 264  | -90   | 129    |         |
| 15. | FC Suðuroy              | 6     | 153  | 28   | 26   | 99   | 153  | 357  | -204  | 110    |         |
| 16. | AB Argir                | 5     | 135  | 25   | 26   | 83   | 134  | 276  | -142  | 104    |         |
| 17. | MB Miðvágur             | 10    | 103  | 21   | 25   | 57   | 117  | 197  | -80   | 88     |         |
| 18. | 07 Vestur               | 4     | 108  | 23   | 19   | 66   | 136  | 258  | -122  | 88     |         |
| 19. | SIF Sandavagur          | 7     | 71   | 24   | 11   | 36   | 99   | 119  | -20   | 83     |         |
| 20. | FS Vágar †              | 6     | 108  | 21   | 13   | 74   | 132  | 313  | -181  | 76     |         |
| 21. | Sumba ÍF                | 5     | 74   | 9    | 10   | 55   | 75   | 248  | -173  | 37     |         |
| 22. | Royn Hvalba             | 2     | 27   | 9    | 4    | 16   | 32   | 47   | -15   | 31     |         |
| 23. | SÍ Sørvágur             | 3     | 10   | 6    | 1    | 3    | 15   | 13   | +2    | 19     |         |
| 24. | ØB Øravik               | 1     | 2    | 2    | 0    | 0    | 5    | 1    | +4    | 6      |         |
| 25. | HB Tórshavn (Reservas)  | 2     | 10   | 2    | 0    | 8    | 15   | 40   | -25   | 6      |         |
| 26. | Fram Tórshavn           | 1     | 12   | 1    | 2    | 9    | 6    | 33   | -27   | 5      |         |
| 27. | TGB Trongisvagur        | 1     | 2    | 0    | 0    | 2    | 2    | 5    | -3    | 0      |         |
| 28. | FB Fámjin               | 1     | 2    | 0    | 0    | 0    | 1    | 5    | -4    | 0      |         |
| 29. | Bóltfelagið Sandur      | 1     | 1    | 0    | 0    | 1    | 1    | 6    | -5    | 0      |         |
| 30. | SVB Sandvik             | 1     | 1    | 0    | 0    | 1    | 0    | 5    | -5    | 0      |         |
| 31. | EB Eidi                 | 2     | 6    | 0    | 0    | 6    | 9    | 28   | -19   | 0      |         |
| 32. | B36 Tórshavn (Reservas) | 1     | 5    | 0    | 0    | 5    | 1    | 29   | -28   | 0      |         |

Notas:
- EB/Streymur : fruto de la fusión en 1993 entre el EB Eidi y el Streymur Hvalvik .
- Vikingur Gøta : fruto de la fusión en 2008 entre el GÍ Gøta y el LIF Leirvik .
- FS Vágar: fruto de la fusión en 1993 del MB Miðvágur y el SÍF Sandavágur.